# الشرفاء (قلعة بوقرة)
الشرفاء هي إحدى مشيخات المملكة المغربية، تتبع جغرافيا لإقليم وزان وإداريًا لقلعة بوقرة. يقدر عدد سكانها بـ 12786 نسمة حسب الإحصاء الرسمي للسكان والسكنى لسنة 2004.